# Andrew Valmon
Andrew Orlando Valmon (ur. 1 stycznia 1965 w Nowym Jorku) – amerykański lekkoatleta, sprinter, złoty medalista igrzysk olimpijskich i Mistrzostw Świata.
Największe sukcesy odnosił jako członek amerykańskiej sztafety 4 × 400 metrów:
- srebro Halowych Mistrzostw Świata w Lekkoatletyce (Sewilla 1991)
- srebrny medal na Mistrzostwach Świata w Lekkoatletyce (Tokio 1991)
- złoto igrzysk olimpijskich (Barcelona 1992)
- złoty medal podczas Mistrzostwa Świata w Lekkoatletyce (Stuttgart 1993)

Wynik uzyskany podczas tej ostatniej imprezy jest aktualnym rekordem świata (2:54,29, 22 sierpnia 1993).
Podczas Igrzysk Olimpijskich w Seulu (1988) Valmon biegł w eliminacjach sztafety 4 × 400 metrów, która w finale sięgnęła po złoty medal (mimo to Valmon również został mistrzem olimpijskim).
Rekord życiowy Valmona w biegu na 400 metrów wynosi 44,28 (1993).